# IC 5156
IC 5156 — галактика типу SBab () у сузір'ї Південна Риба.
Цей об'єкт міститься в оригінальній редакції індексного каталогу.